# El Mehara
El Mehara est une commune de la wilaya d'El Bayadh en Algérie.

## Géographie

### Situation
Le territoire de la commune d'El Mehara se situe au nord-ouest de la wilaya d'El Bayadh.
| Mecheria (Wilaya de Naâma) | Tousmouline, Kef El Ahmar | El Bayadh             |
| Naâma (Wilaya de Naâma)    | El Mehara                 | Aïn El Orak, Arbaouat |
| Chellala, Boussemghoun     | El Abiodh Sidi Cheikh     | Arbaouat              |

### Localités de la commune
La commune d'El Mehara est composée de cinq localités :
- Aïn Boudaoud
- Akerma
- Benhadjam et Abdelkrim
- Deghaïma
- El Mehara